# هرستون (كامبريدجشير)
هرستون (بالإنجليزية: Harston)‏ هي قرية وأبرشية مدنية تقع في المملكة المتحدة في إنجلترا. يقدر عدد سكانها بـ 1,740 نسمة .